# پیتر فورشبری
پیتر فورشبری (انگلیسی: Peter Forsberg؛ زادهٔ ۲۰ ژوئیهٔ ۱۹۷۳) بازیکن هاکی روی یخ اهل سوئد بود.
وی همچنین برندهٔ جوایزی همچون جام استنلی و تالار افتخارات هاکی شده‌است.
از باشگاه‌هایی که در آن بازی کرده‌است می‌توان به فیلادلفیا فلایرز اشاره کرد.